# 河水牛
河水牛（学名：Bubalus arnee）是分佈在印度、尼泊爾、巴基斯坦、不丹及泰國的瀕危物種。牠們是大型的有蹄類，且是家養水牛的祖先。
世界自然保護聯盟將河水牛列為瀕危物种，其總數量只有少於4000頭，而成熟的數量則少於2500頭，14年內估計會減少20%，21年內就會減少一半。

## 分類問題
一些學者會將河水牛分類在水牛之內，但以往水牛的學名是指家養的水牛，而河水牛這等野生的水牛則分類成獨立的物種。

## 形態

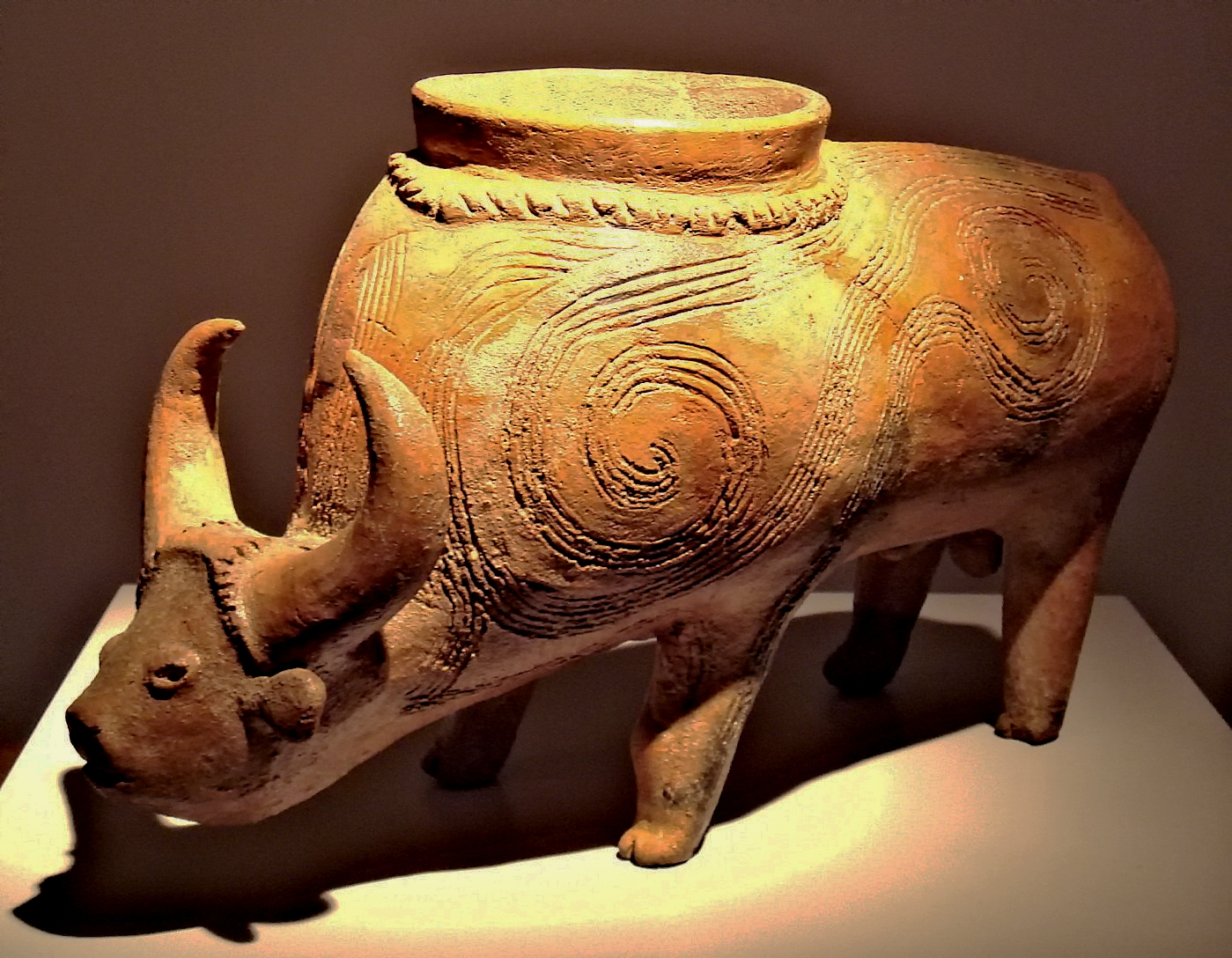
公元前2300年的泰国华富里水牛雕刻。

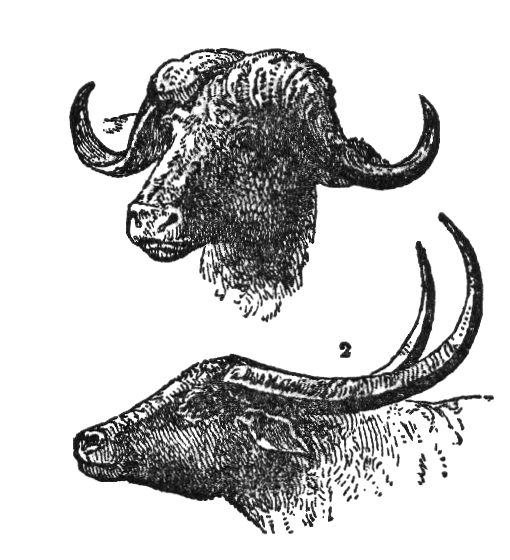
非洲水牛的角（上）與亞洲水牛的角（下）的分別。

成年家養的水牛只重300-600公斤，在野外的雌性河水牛重800公斤，雄牛重1200公斤。河水牛肩高1.8米，體長2.9米。在印度阿薩姆邦的種群棲息在喜瑪拉雅山山腳的森林，體型且較為大，平均重900公斤，雄牛較雌牛大些許，肩高1.7米，可達2米高。最純種的河水牛棲息在印度的加濟蘭加國家公園及不丹馬納斯國家公園。牠們也分佈在緬甸西北部。

## 基因污染
河水牛受到基因污染的威脅。家養的水牛日間在森林內放牧，與河水牛有所接觸，發生種間繁殖。種間繁殖令河水牛的血統受到污染，相信是源自於南亞。除了在印度以外，純種的河水牛就只有在泰國可以見到，但數量只有約50頭，而在沿越南、老撾及柬埔寨邊界的安南山脈也可以見到。現時在亞洲其他地方的河水牛都並非純種的河水牛，且也有被引進到阿根廷及玻利維亞。

## 外部連結
- Animal Info （页面存档备份，存于）
- Wild Cattle Conservation （页面存档备份，存于）